# Mbanza-Kongo
Mbanza-Kongo, tidigare känt under sitt portugisiska namn São Salvador, är huvudstad i provinsen Zaire i Angola. Mbanza Kongo grundades en tid före portugisernas ankomst och var den då ledande dynastins huvudstad (1483). Platsen övergavs tillfälligt under inbördeskrigen på 1600-talet. Den ligger nära Angolas gräns till Kongo-Kinshasa och ligger uppe på ett imponerande berg med plan topp, ibland kallat Mongo a Kaila (uppdelningsberget) då det enligt kungalegenderna sägs att kungen skapade kungarikets klaner och skickade ut dem härifrån. I dalen i söder rinner floden Luezi.
År 2017 utsågs gamla staden i Mbanza Kongo till världsarv av Unesco på grund av dess centrala roll i Kongoriket.

## Historia
Mbanza-Kongo var en gång Manikongos hem, kungariket Kongos regent, som på sin höjdpunkt sträckte sig från södra Afrikas Atlantkust till floden Nkisi. Jalankuwo, Manikongos domträd, kan ännu beskådas i stadens centrala delar på kungliga palatsets område, som idag hyser Kungliga Museet.
Den är även känd för ruinerna efter dess 1500-talskatedral (byggd 1549), som många angolaner hävdar är den äldsta kyrkan i Afrika söder om Sahara. Kyrkan, lokalt kallad nkulumbimbi, sägs också ha byggts av änglar över en natt. Den fick status som domkyrka 1596. Påve Johannes Paulus II besökte platsen under sin resa i Angola 1992. En annan intressant plats av historisk betydelse är minnesmonumentet över kung Afonso I:s mor nära flygplatsen, som högtidlighåller en folklig legend som började på 1680-talet att kungen hade begravt sin mor levande då hon inte var villig att ge upp en "avgudabild" som hon bar kring sin hals.
De tidigaste dokumenterade kungarna refererar till sin stad i sin korrespondens som "Kongos stad" (cidade de Congo); namnet São Salvador dyker upp först i brev skrivna av Álvaro I (1568–1587) och fortsatte användas av hans efterträdare. Namnet ändrades tillbaka till "Kongos stad" (Mbanza Kongo) efter Angolas självständighet 1975.
När portugiserna ankom till Kongo, var Mbanza Kongo redan en betydande stad, kanske den största i Afrika söder om Sahara, och en tidig besökare 1491 jämförde den i storlek med den portugisiska staden Évora. Under Afonso I, uppfördes stenbyggnader, däribland ett palats och flera kyrkor. Staden växte betydligt då kungariket Kongo expanderade och växte, och kyrkliga dokument från 1630-talet anger att 4 000–5 000 dop hade genomförts i staden och dess omedelbara inland (troligen dalgångarna som omgav staden), vilket är förenligt med en total befolkning på 100 000 invånare. Av dessa levde kanske 30 000 i bergen och resten i dalarna omkring staden. Bland dess större byggnader fanns tolv kyrkor, däribland São Salvador, liksom privata kapell och oratorium samt ett imponerande kungligt palats i två plan, den enda av sitt slag i hela Kongo, enligt besökaren Giovanni Francesco da Roma (1648).
Staden plundrades flera gånger under inbördeskrigen som följde efter slaget vid Mbwila (eller Ulanga) 1665, och övergavs 1678. Den återbefolkades 1705 av Dona Beatriz Kimpa Vitas anhängare och blev åter Kongos huvudstad under kung Pedro IV av Kongo 1709. Den har sedan dess aldrig avfolkats även om dess befolkning haft betydande variationer under 1700- och 1800-talet.

### Fotnoter
1. ↑  Sean Sheehan; Jui Lin Yong; Yong Jui Lin (januari 2010). Angola. Marshall Cavendish. sid. 136–. ISBN 9780761448457. http://books.google.com/books?id=TwtVJlLIvq4C&pg=PA136. Läst 14 april 2010
2. ↑  ”New sites inscribed on UNESCO World Heritage list” (på engelska). https://news.un.org/en/story/2017/07/561382. Läst 5 mars 2024.